# Liste von Sakralbauten im Hochsauerlandkreis

Städte und Gemeinden im Hochsauerlandkreis

Die Liste von Sakralbauten im Hochsauerlandkreis umfasst existierende und ehemalige Sakralbauten, zumeist Kirchengebäude und Kapellen in Trägerschaft christlicher und anderer Religionsgemeinschaften im Hochsauerlandkreis.
Die römisch-katholischen Kirchen liegen im Erzbistum Paderborn. Die Gemeinden bilden die Dekanate Hochsauerland-West (früher Dekanate Arnsberg und Sundern), -Mitte (früher Dekanate Meschede und Wormbach), -Ost (früher Dekanate Bigge-Medebach und Brilon-Marsberg).
Die evangelischen Gemeinden gehören zum Kirchenkreis Soest-Arnsberg der Evangelischen Kirche von Westfalen.

## Liste
- Liste von Sakralbauten in Arnsberg
- Liste von Sakralbauten in Bestwig
- Liste von Sakralbauten in Brilon
- Liste von Sakralbauten in Eslohe
- Liste von Sakralbauten in Hallenberg
- Liste von Sakralbauten in Marsberg
- Liste von Sakralbauten in Medebach
- Liste von Sakralbauten in Meschede
- Liste von Sakralbauten in Olsberg
- Liste von Sakralbauten in Schmallenberg
- Liste von Sakralbauten in Sundern
- Liste von Sakralbauten in Winterberg